# Hemnes
Gmina Hemnes (norw. Hemnes kommune) – norweska gmina leżąca w regionie Nordland. Jej siedzibą jest miasto Korgen.
Hemnes jest 43. norweską gminą pod względem powierzchni.

## Demografia
Według danych z roku 2005 gminę zamieszkuje 4566 osób. Gęstość zaludnienia wynosi 2,86 os./km². Pod względem zaludnienia Hemnes zajmuje 211. miejsce wśród norweskich gmin.
| ludność stan na 1 stycznia 2005 |         |           |       |
|                                 | kobiety | mężczyźni | razem |
| osób                            | 2319    | 2247      | 4566  |
| %                               | 50,79%  | 49,21%    | 100%  |

| wykształcenie stan na 1 października 2004 |        |         |        |        |
|                                           | podst. | średnie | wyższe | niezn. |
| osób                                      | 1100   | 1972    | 478    | 82     |
| %                                         | 30,29% | 54,3%   | 13,16% | 2,26%  |

## Edukacja
Według danych z 1 października 2004:
- liczba szkół podstawowych (norw. grunnskolar): 5
- liczba uczniów szkół podst.: 655

## Władze gminy
Według danych na rok 2011 administratorem gminy (norw. rådmann) jest Amund Eriksen, natomiast burmistrzem (norw. ordfører, d. borgermester) jest Kjell Idar Juvik.